# Chonburi Football Club
El Chonburi Football Club (tailandès สโมสรฟุตบอลชลบุรี) és un club tailandès de futbol de la ciutat de Chonburi.

## Història
El club va ser fundat a partir del club Assumption College Sriracha. Més tard cooperà amb el club Sannibat-Samutprakan FC i fou anomenat Chonburi-Sannibat-Samutprakan FC. L'any 2002 se separà del Sannibart Samutprakarn FC i fou anomenat Chonburi FC.

## Palmarès
- Lliga tailandesa de futbol: 
  - 2007

- Kor Royal Cup (ถ้วย ก.) : 
  - 2008, 2009

- Lliga Provincial : 
  - 2005